# El caso del calcetín
El caso del calcetín est une bande dessinée espagnole illustrée par Francisco Ibáñez, appartenant à la franchise Mortadel et Filémon, éditée en 1976.

## Synopsis
Une organisation ennemie a volé une formule permettant de produire de l'énergie nucléaire à partir de glands. Pour la faire passer clandestinement à la frontière, elle l'a camouflée dans une chaussette achetée par un touriste. Mais ils ont perdu la trace de ce touriste, seul le bus dans lequel il a voyagé est connu. Mortadel et Filémon, à l'aide d'une liste des passagers du bus, vont devoir récupérer la chaussette avant que l'ennemi ne l'obtienne.
En fin de compte, cela ne sert à rien, car la femme du Super lave la chaussette contenant la formule, l'effaçant complètement.